# Iranisch-russische Beziehungen
Iranisch-russische Beziehungen, das heißt Beziehungen Persiens bzw. Irans zu Russland bzw. zur Sowjetunion, waren in der Vergangenheit teils feindselig, teils kompliziert. Die historischen Belastungen umfassen den Verlust von großen Territorien Persiens zum Ende des 19. Jahrhunderts an Russland, russische Interventionen in die iranische Innenpolitik, die militärische Okkupation durch das Russische Reich bzw. die Sowjetunion während des Ersten bzw. Zweiten Weltkrieges sowie die sowjetische Unterstützung von Sezessionsbewegungen und für den Irak im Irak-Iran-Krieg (1980–1988). Seit dem Ende des Kalten Krieges und der darauffolgenden Selbstauflösung Sowjetunion arbeiten die beiden Staaten verstärkt zusammen, zuweilen werden sie sogar in einer strategischen Allianz gesehen. Von außen betrachtet ist die Entwicklung der Beziehungen zwischen Iran und Russland Besorgnis erregend, weil sie sich vor allem in den sensiblen Themen wie Rüstung und Atomtechnik abspielt. Die beiden beteiligten Staaten haben in ihren Beziehungen jedoch häufiger Rückschläge erlitten und beschuldigen sich gegenseitig mangelnder Kooperationsbereitschaft. Die Zusammenarbeit zwischen diesen beiden Staaten wird aus diesem Grund auch in der Zukunft schwierig sein, eine Allianz mit Russland ist auch in Iran selbst nicht unumstritten. Trotzdem ist Russland das einzige Land, das auf die iranische Politik einen dauerhaften und wirksamen Einfluss hat.

## Erste Kontakte
Bis ins 16. Jahrhundert hinein gab es nur spärliche Kontakte von Reisenden zwischen Persien und dem Großfürstentum Moskau, das damals unter der Herrschaft der Tataren stand. Auch der Austausch von Waren war vernachlässigbar. Mit der Eroberung der Khanate Astrachan und Kasan wurde für Russland jedoch der Weg zum Kaspischen Meer frei. Damit kam es zu einem bescheidenen Fluss von Pelzen, Tuch, Metallen, Leder, Bernstein und Kristall aus Russland in Richtung Iran und von Seide, Perlen, Teppichen, besticktem Tuch, Obst, Reis und Gewürzen in Richtung Russland. Es gab bis zu diesem Zeitpunkt keine politischen Beziehungen.
Zu einem ersten Interessenskonflikt zwischen den beiden Mächten kam es im 17. Jahrhundert in Dagestan, danach zog sich Russland jedoch wieder zurück. In die gleiche Zeit fällt auch die Piraterie von Stenka Rasin auf dem kaspischen Meer, der mit seinen Leuten an der persischen Küste einfiel, die Bewohner massakrierte, vergewaltigte, plünderte und brandschatzte.

## Expansion unter Peter dem Großen
Zar Peter der Große hatte großes Interesse an Persien und Zentralasien, vor allem aber an Indien. Nach dem Frieden vom Pruth lenkte er seine Aufmerksamkeit auf den Kaukasus und Persien. Etwa zur gleichen Zeit boten die Armenier und Georgier Peter dem Großen ihre Unterstützung an, wenn er sie von der Unterdrückung durch die Muslime befreit. Peter entsandte den jungen Beamten Artemi Wolynski nach Isfahan, wobei er auf dem Weg Erkundungen über Städte, Siedlungen, Häfen und Flüsse einholen sollte, vor allem aber über einen Weg nach Indien. In Isfahan sollte er die Perser überzeugen, dass Russland ihr Freund und das Osmanische Reich ihr Feind sei, und ein Handelsabkommen mit einem russischen Monopol für persische Seide vorschlagen. In Isfahan bekam Wolynski eine Audienz bei Sultan Hosein und einigen hochrangigen Beamten, mit denen er ein Einverständnis erzielte, dass Russen fortan in Iran frei Handel betreiben dürften. Wolynski berichtete nach Moskau, dass Persien schlecht regiert sei, dass im Palast des Schahs nur Dummköpfe regieren, dass Persien am Rande des Zusammenbruchs stünde und leicht zu erobern sei. In der Tat war die Dynastie der Safawiden unter Sultan Hosein im Niedergang begriffen, die Zentralgewalt hatte die Kontrolle über die Randgebiete des Reiches bereits verloren und man betrieb keinerlei Außenpolitik. Russland war jedoch militärisch in Europa engagiert und konnte sich erst nach dem Frieden von Nystad wieder Persien zuwenden.
Den Vorwand zum Angriff auf Persien lieferte die Plünderung von Şamaxı durch sunnitische Lesgier im Jahre 1721. Neben zahlreichen schiitischen Einwohnern von Şamaxı wurden auch einige russische Händler getötet und der damals angeblich reichste russische Händler erlitt große Verluste. Wolynski schlug vor, persisches Territorium zu besetzen und nötigenfalls gegen eine Entschädigung wieder freizugeben. Nach dem Einverständnis des Zaren sammelten sich russische Truppen in Astrachan. Der georgische König Wachtang VI. sandte einen Abgesandten zu Peter dem Großen, um ihm ein gemeinsames Vorgehen gegen Persien vorzuschlagen. Inzwischen sollte der russische Konsul in Persien dem Schah anbieten, dass Russland ihm helfen würde, seine Feinde zu unterwerfen, wenn er im Gegenzug einige kaspische Provinzen an Russland abtritt; diese Nachricht wurde Sultan Hosein jedoch nicht überbracht.
Im folgenden Russisch-Persischen Krieg (1722–1723) nahm die Kaiserlich Russische Armee, die mit ihrer neuen Kaspischen Flottille an die Küste des heutigen Aserbaidschan gekommen waren, die Stadt Derbent ein. Zahlreiche Probleme vereitelten jedoch die Pläne, sich im Landesinneren mit der Streitkraft von Wachtang VI. zu treffen, anstelle dessen zogen sich die Russen nach Astrachan zurück. Im Herbst 1722 besetzten russische Truppen die Stadt Rascht, wo sie ihrerseits belagert wurden. Der russische Ausbruch im März 1723 kostete mehr als 1000 persischen Soldaten das Leben und zwang Schah Tahmasp II. zu Verhandlungen. Der resultierende Vertrag von Sankt Petersburg sah vor, dass Russland gegen Unterstützung im Kampf gegen Rebellen in Persien einige Provinzen im heutigen Aserbaidschan und Nordiran bekommt und dass Russland den Schah im Kampf gegen Rebellen unterstützt.
Tahmasp II. weigerte sich, den Vertrag zu ratifizieren, aber auch Russland war schnell nicht mehr daran gelegen, weil inzwischen Truppen des Osmanischen Reiches in Westpersien eingedrungen waren. Dies und die hohen Kosten von Peters persischem Abenteuer veranlassten Peters Nachfolger zum Entschluss, mit Persien Frieden zu schließen, selbst wenn es dafür notwendig sein würde, die eroberten Gebiete aufzugeben.
Im Jahre 1724 unterschrieben Russland und das osmanische Reich unter Vermittlung des französischen Botschafters Jean-Louis d’Usson den Vertrag von Konstantinopel, indem sie Nordwest-Persien aufteilen: die kaspischen Provinzen wurden zum Einflussgebiet von Russland, während der Südkaukasus und das heutige iranische Aserbaidschan dem osmanischen Reich zugespielt wurden. Nach dem Zusammenbruch der afghanischen Herrschaft über Persien wurden die Gebietsgewinne mit dem Vertrag von Vertrag von Rascht teilweise rückgängig gemacht. Nach der Machtübernahme durch Nader Schah gelang den gelangen Persien mehrere militärische Erfolge gegen die Türken. Prinz Golizyn wurde zu Nader Schah entsandt, um ihm russische Hilfe gegen das osmanische Reich anzubieten, Nader verlangte Baku und Derbent jedoch bedingungslos zurück. Golizyn unterstützte Nader in der Folge bei der Belagerung der Stadt Gandscha. Weitere Erfolge Naders gegen die Türken bei Kars und der Wunsch Russlands, selbst gegen die Türken in den Krieg zu ziehen, führten zum Vertrag von Gandscha 1735, in dem Russland alle Erwerbungen von Peter dem Großen an Persien zurückgab. Danach hatten die Staaten für ein halbes Jahrhundert keine Bedeutung füreinander und man wusste auch nichts voneinander. Der Unterschied zwischen den technischen und wirtschaftlichen Fähigkeiten wuchs in dieser Zeit stark zu Gunsten von Russland.

## Expansion unter Katharina der Großen
Unter Katharina der Großen gab es Pläne, einen armenischen und einen georgischen Staat zu schaffen, die als Bollwerke gegen das sich ausbreitende Osmanische Reich dienen sollten. Pläne einer militärischen Intervention 1784 von Potjomkin wurden jedoch nicht umgesetzt. Verhandlungen mit Ali Murad Khan Zand, der Bereitschaft zeigte, für russische Unterstützung nördliche persische Gebiete zu überlassen, endeten 1785 ergebnislos aufgrund des Ablebens von Letzterem. Die Führungslosigkeit Irans erlaubte es Russland, die Einflussnahme im Kaukasus wieder zu verstärken.
Pläne, eine Festung in Astarabad zu errichten, die Platz für 1000 Verteidiger bot, scheiterten am Widerstand von Aga Mohammed Khan. Mohammed Khan hatte russische Pläne für Handel mit Indien ursprünglich gebilligt, sah die von Graf Wojnowitsch geführte Expedition aber gegen sich gerichtet. Russland bot 1781 Aga Mohammed Khans Rivalen Hedayat-Allah Khan Schutz an, wenn er Russland den Hafen Anzali abtreten und seinen Sohn als Geisel überlassen würde, was dieser ablehnte. Die Russen ermunterten daraufhin Aga Mohammed, Gilan anzugreifen. Hedayat-Allah flüchtete auf ein russisches Schiff und wurde von den Russen seinem Todfeind, dem Khan von Schaft, ausgeliefert. Aga Mohammed verlangte von den Russen nun die Herausgabe des Schatzes von Hedayat-Allah oder 2 Millionen Rubel, was die Russen verweigerten. Russland unterstützte nun wieder einen Rivalen namens Morteza Qoli Khan, der im Gegenzug die Abtretung einiger Provinzen versprach und später nach Russland flüchtete.
Katharina die Große betrachtete, anders als Peter der Große, Georgien als zentrales Element ihrer Kaukasuspolitik. Georgien hatte unter König Erekle II. neuerlich um russische Unterstützung gegen die Muslime gebeten. 1783 wurde ein russisches Protektorat über Georgien errichtet, 1784 marschierten russische Truppen in Georgien ein. Sie wurden 1787 aufgrund des Russisch-Österreichischen Türkenkrieges jedoch schon wieder abgezogen, was Persien die Möglichkeit zur Rückeroberung eröffnete. Aga Mohammed Khan plünderte seine abtrünnige Provinz 1795 und ließ dabei schreckliche Massaker verüben. Ein russischer Plan zur Invasion Persiens, die Walerian Alexandrowitsch Subow führen sollte, wurde 1796 verworfen.

## Russische Expansion im Kaukasus
Eine Herrschergeneration später war es Giorgi XII., der Fath Ali Schah die Gefolgschaft verweigerte und Kaiser Paul um Protektion bat. Im November 1799 trafen erneut russische Truppen in Tiflis ein. Dieses Mal informierten die Russen den persischen Außenminister Ibrahim Khan Kalantar, dass sie Georgien zu verteidigen planten. Dies stellte für Persien einen Akt der Aggression dar, weil damit mit Georgien eine der besten Provinzen aus Persien herausgelöst werden sollte.
In dieser Lage suchte Persien sich erstmals in seiner Geschichte europäische Verbündete gegen Russland und ging eine Allianz mit den Briten ein. Nach dem Tod von Zar Paul I. wurde die russische Persien-Politik noch aggressiver. Die Grenze zwischen den zwei Mächten sahen Zar Alexander I. und seine Befehlshaber Platon und Walerian Subow sowie Zizianow entlang der Kura und dem Aras, was bedeutete, dass sie noch weitere persische Gebiete für Russland beanspruchten. Zizianow, der die Perser und Muslime im Allgemeinen verachtete, unterwarf die Khanate Baku, Schäki, Schirwan und Karabach mit Drohungen. In Gandscha massakrierten die Russen zwischen 1500 und 3000 Einwohner, verwandelten die größte Moschee in eine Kirche und gaben der Stadt den neuen Namen Elisawetpol. Zizianow plante auch, Choy, Täbris und Gilan zu annektieren und unterminierte alle Bestrebungen eines Friedensschlusses.
Im Frühling 1804 bedrohte Zizianow die Stadt Jerewan. Am 1. Juli fand hier die erste Konfrontation des Russisch-Persischen Krieges (1804–1813) statt, wobei der Ausgang unklar war. Der Krieg war entgegen der russischen Erwartungen lang und teuer. Zizianow trieb ihn entgegen der Wünsche des Zaren, der gegen Napoleon ins Feld zog, voran. Die Allianz mit den Briten war für Persien unnütz, da diese nun mit Russland gegen Napoleon verbündet waren. Im Mai 1807 ging Persien deshalb eine Allianz mit den Franzosen ein, die direkt gegen Russland gerichtet war. Noch bevor die französische Mission unter Claude-Matthieu, Comte de Gardane in Persien eintraf, waren Frankreich und Russland wieder Verbündete. Die Allianz wurde nach erfolgreichen erfolglosen Vermittlungsversuchen wieder gelöst.
Fath Ali Schah ging nun ein neues Bündnis mit den Briten ein, diese waren jedoch ab 1812 wiederum mit Russland verbündet. Nach der Niederlage Napoleons konnte sich Russland wieder auf den Krieg mit Persien konzentrieren. Für Thronerbe Abbas Mirza war die Niederlage aufgrund der großen technischen Überlegenheit der russischen Armee absehbar. Am 14. Oktober 1813 wurde deshalb im Ort Kurdistan ein von den Briten vermitteltes Friedensabkommen unterzeichnet. Mit diesem Abkommen verlor Persien den Großteil seiner kaukasischen Provinzen, akzeptierte, dass nur Russland Kriegsschiffe auf dem Kaspischen Meer haben dürfe und dass Russland die Thronfolge in Persien mitbestimmen könne. Auch die Grenze wurde definiert, allerdings so undeutlich, dass Meinungsverschiedenheiten vorprogrammiert waren. Im Jahre 1814 schlossen Fath Ali Schah und Abbas Mirza ein Abkommen mit Großbritannien, in welchem die Briten Persien finanzielle Unterstützung oder militärischen Beistand aus Indien für den Fall zusicherten, dass Persien von einer europäischen Macht angegriffen würde. Britische Offiziere begannen, Kriegsminister Mirza Abulqasem Qaim Maqam bei der Modernisierung der Armee zu helfen. Ein Bewusstsein für den riesigen technischen und wirtschaftlichen Rückstand zu Russland scheint es am Hofe des Schah hingegen nicht gegeben zu haben.

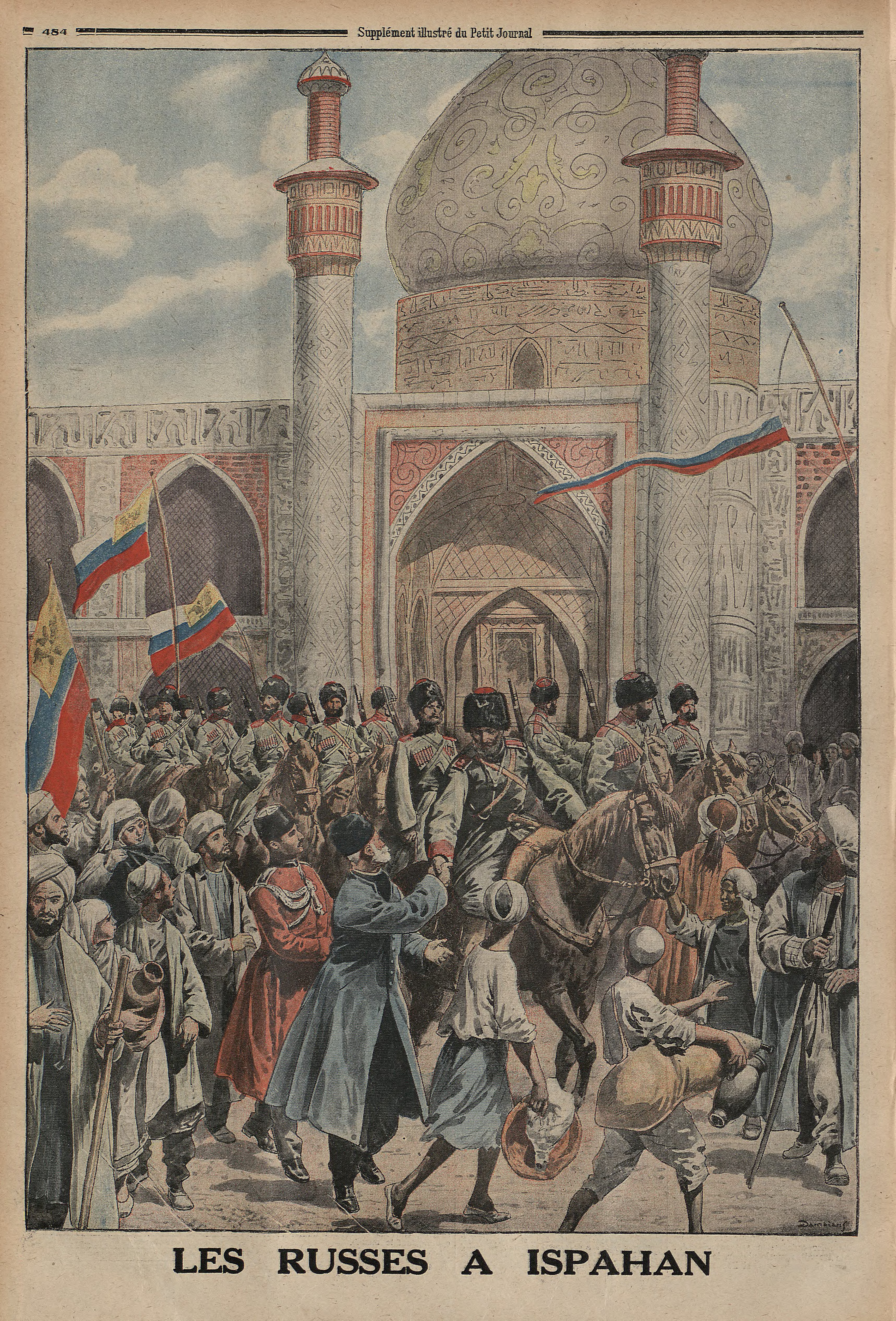
Zeichnung mit russischen Truppen in Isfahan, 1919

Der russische Außenminister Karl Robert von Nesselrode entsandte General Alexei Petrowitsch Jermolow als Oberkommandierenden in den Kaukasus, um die Beziehungen zu Persien zu verbessern. Jermolow verachtete die Perser jedoch wie vor ihm Zizianow, trat arrogant und tyrannisch auf, als ob er Krieg provozieren wolle, missachtete die Etikette und konfrontierte Fath Ali Schah mit Forderungen, die dieser unmöglich erfüllen konnte. Er meldete nach St. Petersburg, dass Russland keinerlei Gebiete an Persien zurückgeben solle, um Russlands Ansehen bei den Kaukasusvölkern nicht zu schmälern. Im Jahre 1818 empfahl Jermolow dem Zaren Alexander I., Abbas Mirza als Thronfolger nicht anzuerkennen; der Zar entschied sich jedoch, Jermolows Empfehlung zu ignorieren. Einige Jahre Später kritisierte Graf Iwan Fjodorowitsch Paskewitsch, selbst Imperialist und Expansionist, die Iranpolitik Jermolows als schädlich. Im Jahre 1825 entsandte Zar Nikolaus I. angesichts von Unruhen um seine Thronbesteigung Prinz Alexander Sergejewitsch Menschikow nach Persien, um den Schah von der Thronbesteigung des neuen Zaren zu informieren und um die beiderseitigen Beziehungen zu stabilisieren. Der Besuch Menschikows im Jahre 1826 fiel mit der Veröffentlichung einer Fatwa von Aqa Sayyed Mahammad Isfahani in Kerbala zusammen, der angesichts von Jermolows gewaltsamem Vorgehen im Kaukasus und der Flüchtlingswellen von kaukasischen Muslimen und Christen nach Persien zum Dschihad aufgerufen hatte. Unter dem Druck der Kleriker wurde Menschikow kühl empfangen. Anweisungen von Zar Nikolaus I., mit Persien Frieden zu schließen, um sich offenen Fragen in den Beziehungen zum Osmanischen Reich und auf dem Balkan widmen zu können, wurden von Jermolow ignoriert. Mit der Besetzung von Mirak im Khanat Jerewan provozierte Jermolow den Zweiten Persisch-Russischen Krieg, den die Perser durch einen Angriff am 28. Juli 1826 begannen. Nach anfänglichen Erfolgen der persischen Truppen endete der Krieg in einer klaren Niederlage für Abbas Mirza. Im Friedensvertrag, der am 22. Februar 1828 in Turkmantschai geschlossen wurde, verlor Persien weitere Gebiete an Russland, darüber hinaus sicherten sich die Russen in einem angefügten Handelsvertrag das Recht, überall in Persien Geschäfte zu eröffnen, die persische Beamte ohne Genehmigung eines staatlichen russischen Vertreters nicht betreten durften. Außerdem musste Persien zustimmen, dass russische Bürger nicht der persischen Rechtsprechung unterlagen.
Nach dem Krieg wurde Alexander Sergejewitsch Gribojedow zum bevollmächtigten Minister Russlands in Teheran ernannt. Gribojedow hatte zwar ähnliche Ansichten wie Jermolow und Paskewitsch, vermied jedoch die Exzesse seiner Vorgänger. Aber auch er missachtete die Etikette und versuchte, Persien zu einem Krieg mit dem Osmanischen Reich zu bewegen. Vor allem aber versuchte er, kaukasische Flüchtlinge in Persien zur Heimkehr zu überreden, selbst wenn diese es gar nicht wünschten. Gribojedow ließ die Häuser von Georgiern und Armeniern stürmen, die zum Islam übergetreten waren und sich teilweise in Diensten des persischen Staates befanden. Im Februar 1829 gewährte er dem Eunuchen Jakub Markanian Zuflucht und nahm einige Frauen aus dem Harem des früheren Premierministers Allahyar Khan Asaf Al-Daula gefangen. Nachdem Gerüchte umgingen, dass Jakub Markanian vom Islam abgefallen war und dass die Frauen dazu gezwungen würden, das Gleiche zu tun, kam es zur Plünderung der russischen Botschaft in Teheran durch einen wütenden Mob, den nur einer der zahlreichen Gesandtschaftsmitarbeiter überlebte. In St. Petersburg war man sich im Klaren darüber, dass Gribojedow den Vorfall provoziert hatte. Das sich Russland in den Kriegsvorbereitungen gegen die Türken befand, wollte es Frieden mit Persien und akzeptierte am 24. August 1829 die Entschuldigung von Fath Ali Schah, die sein Sohn Khusrau Mirza überbracht hatte.

## Great Game
Gribojedows Nachfolger in Teheran, Graf Iwan Ossipowitsch Simonitsch unterstützte Abbas Mirza und ab 1834 seinen Sohn Mohammed Schah in seinen Ambitionen, den persischen Einfluss in Khorasan und dem heutigen Afghanistan auszuweiten. Seine Pläne einer Allianz von Teheran, Kabul und Kandahar unter russischer Patronage wurden beiseitegelegt, als Großbritannien offen mit Krieg drohte, sollte Russland sich zu sehr in Richtung Indien ausdehnen. Nach dem verlorenen Krimkrieg dehnte Russland sich stark in Zentralasien aus und annektierte dabei Gebiete, die Persien als sein Territorium betrachtete. Im Dezember 1869 teilte der russische Gesandte A. F. Beger einfach mit, dass Russland die persische Herrschaft bis zum Fluss Atrak anerkenne. Der russische Vormarsch in Zentralasien führte dazu, dass Persien in das Great Game hineingezogen wurden, bei dem Großbritannien und Russland um Einfluss in Zentralasien rangen. Großbritannien sagte Persien Unterstützung zu, Persien konnte trotzdem nichts gegen die Annektierung von Sarachs und Merw durch Russland tun. Russlands Expansion wurde wiederum nur durch britische Drohungen zum Stillstand gebracht.
Parallel zur territorialen Expansion versuchten Russland und England, Persien wirtschaftlich zu dominieren. Russland protestierte scharf, als 1872 der britische Bürger Julius de Reuter eine umfangreiche Konzession erhielt; nachdem diese zurückgenommen war, erhielt der Russe Baron von Falkenhagen eine ähnliche Konzession, die nach britischen Protesten aufgehoben wurde. Alle ausländischen Versuche, Fabriken, Verkehrswege oder Dämme in Persien zu errichten, scheiterten an der Einflussnahme einer rivalisierenden Macht. Jegliche wirtschaftliche Entwicklung Persiens unterblieb. Da sich Persien durch die Vergabe und Rücknahme von Konzessionen verschuldete, vergab Russland zahlreiche Kredite an die persische Regierung. Ab 1898 begannen auf Initiative des russischen Finanzministers Sergei Juljewitsch Witte zahlreiche russische Projekte im Bergbau- und Verkehrssektor, die Russen gewannen erheblichen Einfluss auf Mozaffar ad-Din Schah. Die erste Straße des Landes wurde von Russen angelegt und führte von Anzali über Qazvin nach Teheran. Auch die ersten Eisenbahnen auf iranischem Territorium wurden von Russland gebaut, dies waren die Verbindungen zwischen Dscholfa und Täbris sowie zwischen Aschchabad und Ghutschan. Ebenso gelangte der Tee, das heutige Nationalgetränk des Landes, über Russland nach Persien und galt zu Beginn des 20. Jahrhunderts als Symbol der Moderne. In der aufstrebenden Ölindustrie von Baku waren viele Iraner beschäftigt; sie transportierten Ideengut über andere Gesellschaftsformen in das Land zurück. So kamen einige Innovationen über Russland nach Persien. Die Briten erwarben zwar die Erdöl-Konzession im Süden von Persien, ihr Einfluss schwand jedoch. Auch nach der Revolution von 1905 erhöhte sich der russische Einfluss durch mehr Kredite, zusätzliche Konsulate in persischen Städten und Anreize für russische Bürger, sich am Südufer des Kaspischen Meeres niederzulassen.
Die Konstitutionelle Revolution in Persien war deshalb auch eine Meuterei gegen den russischen Einfluss. Mohammed Ali Schah benötigte nach dem Tode von Mozaffar ad-Din Schah die von russischen Offizieren befehligte Kosakenbrigade, die Eliteeinheit der damaligen persischen Armee, um sich auf dem Thron halten zu können. Nach der praktischen Teilung Persiens im russisch-britischen Vertrag von Sankt Petersburg behandelte Russland seinen Einflussbereich wie eine russische Provinz, seine Konsulate übernahmen die Regierungsgewalt, trieben Steuern ein und der amerikanische Finanzberater Morgan Shuster wurde in Folge von russischem Druck entlassen. Dies bedeutete das Ende der konstitutionalistischen Bewegung.
Drei Wochen nach der Oktoberrevolution verkündete die junge Sowjetregierung, dass sie die Teilung Persiens zurücknehmen, die russischen Truppen abziehen und den Persern die Macht über ihre Zukunft zurückgeben wolle. Im Jahre 1919 teilte der stellvertretende Kommissar für auswärtige Angelegenheiten Lew  Karachan der persischen Regierung mit, dass die Sowjetunion alle Schulden erlassen würde, dass es russischen Besitz in Persien an die persische Regierung übertragen und einige andere Probleme lösen wolle. Die Briten nutzten den Freiraum, den die Sowjetunion ihnen überließ und versuchten, mit Persien einen Vertrag zu schließen, der das Land praktisch zu einem Protektorat gemacht hätte. Die sowjetische Regierung verurteilte diesen Vertrag als Versklavung Persiens; die Verlegung britischer Truppen nach Nordpersien gehörte in der Folge zu den auslösern der Dschangali-Revolte.
Der russische Bürgerkrieg führte zu einer Reduzierung des offiziellen persisch-russischen Austausches. Am 18. Mai 1920 landeten russische Truppen in Anzali, um einige Schiffe der Konterrevolutionäre zurückzuholen. Die Truppen zogen jedoch trotz des Bittens des sowjetischen Außen-Kommissariats nicht ab. Ihre Präsenz ermutigte die Dschangali-Bewegung, ihre Aktivitäten auszuweiten, womit sie für Teheran gefährlich wurden. Außenminister Firuz Mirza bat die Briten um Hilfe, die jedoch antworteten, nichts tun zu können. In direkten Kontakten antwortete der sowjetische Volkskommissar für Auswärtige Angelegenheiten Georgi Tschitscherin, dass es keine sowjetischen Truppen in Persien gäbe. Da die Briten wiederholt Hilfe jeglicher Art verweigerten und auf den geplatzten Vertrag verwiesen, sahen die Perser, dass Teheran leicht von Norden aus angegriffen werden konnte. In der Tat riefen die Dschangali unter Mirza Kutschak Khan und Ihsan-Allah Khan, nun unterstützt von Bolschewiken aus Baku, die Sowjetrepublik Gilan aus und starteten eine Offensive in Richtung Teheran, die jedoch scheiterte. Es war wiederum nur Druck aus London, der Moskau zum Einlenken brachte: die Briten drohten Lenin, nicht mit der Sowjetunion Handel treiben zu wollen, wenn sie ihre revolutionären Tätigkeiten in Asien nicht beendet.

## Beziehungen von Beginn der Pahlavi-Dynastie bis zum Ende der Sowjetunion
Am 26. Februar 1921 unterzeichneten Tschitscherin und der persische Außenminister Mushavir al-Mamalik in Moskau den sowjetisch-iranischen Freundschaftsvertrag mit 26 Artikeln. Dieser Vertrag machte die Politik der zaristischen Regierung rückgängig, die Sowjetunion verzichtete auf alle Privilegien kolonialer Art, die Verträge von Golestan und Turkmantschai wurden annulliert und die Kapitulationen wurden abgeschafft. Die Sowjetunion sicherte sich jedoch weitreichende Befugnisse, Bedrohungen ihrer Grenzen auch auf iranischem Territorium zu bekämpfen. Dieser Artikel, der dafür gedacht war, der Roten Armee die Bekämpfung von Einheiten der Weißen Armee zu erlauben, auch wenn sie sich über die Grenze zurückgezogen hatten, wurde im Jahre 1941 von der Sowjetunion als Freibrief zur Besetzung iranischen Territoriums benutzt. Der Vertrag wurde wenige Tage nach dem Putsch der Kosakenbrigade unterzeichnet, der zu einer neuen Regierung mit Reza Khan als Kriegsminister führte. Reza Khan brachte Großbritannien dazu, seine Truppen aus Süd-Persien abzuziehen, so dass die Sowjetunion keine Rechtfertigung für die Stationierung von Soldaten in Gilan hatte. Moskau brachte Baku dazu, seine Unterstützung für die Dschangali einzustellen, so dass Ende 1921 kein ausländischer Soldat mehr in Persien stand.
Nach dem Zweiten Weltkrieg und der anglo-sowjetischen Invasion Irans betrachteten sowohl Iran als auch die Vereinigten Staaten die Sowjetunion als Bedrohung. Sie verbündeten sich gegen eine Ausbreitung des Kommunismus im Nahen Osten alliiert; Iran wurde zum wichtigsten Partner der USA im Nahen Osten. Die Grenze zur Sowjetunion wurde geschlossen, da beide Seiten an einem Austausch von Gedankengut nicht interessiert waren. Die USA errichteten in Iran Beobachtungsposten; um die Sowjetunion nicht zu provozieren, verzichtete der Schah auf die Stationierung von Raketen. Er beschaffte für sein Rüstungsprogramm Fahrzeuge aus der Sowjetunion und ließ das Stahlwerk Isfahan von der Sowjetunion errichten. Die Sowjets unterstützten die iranische Tudeh-Partei diskret, betrachteten das Regime des Schah aber als zu stabil, um einen Umsturz herbeiführen zu können.
Umso überraschter war die sowjetische Regierung, als die Islamische Revolution den Schah stürzen ließ. Sie war jedoch nicht in der Lage, das von den USA hinterlassene Vakuum zu füllen, weil sie selbst in Afghanistan zu beschäftigt war und weil Iran (nun die Islamische Republik Iran) unter Chomeini weder West noch Ost sein wollte und somit gleichzeitig anti-amerikanisch und anti-sowjetisch war. Unter Chomeini waren die Beziehungen zur Sowjetunion besonders feindselig, Chomeini gebrauchte für sie den Begriff des Kleinen Satan, während für die USA der Begriff großer Satan reserviert war. Gleichzeitig war der Sowjetunion bewusst, dass Islam und Islamismus eine Ideologie mit höherer Attraktivität für die Muslime im Nahen Osten und der Sowjetunion waren als der Kommunismus. Nach dem Erfolg der islamischen Revolution wurden ab 1983 zahlreiche Mitglieder der Tudeh hingerichtet. Die sowjetische Führung unternahm nichts dagegen. Während des Irak-Iran-Krieges unterstützte die Sowjetunion zwar den Irak, führte aber trotzdem geheime Verhandlungen mit Iran über die Lieferung von militärischer Ausrüstung. Chomeini verdammte den sowjetischen materialistischen Atheismus, unternahm aber sonst nichts gegen die Sowjetunion. Als in der Sowjetunion politische Änderungen eingeleitet werden mussten, versuchte Chomeini, seine Revolution auf oberster Ebene in die Sowjetunion zu exportieren. Am 1. Januar 1989 schrieb Chomeini einen Brief an Michail Gorbatschow, in welchem er ihm darlegte, dass sowohl der Westen und der Osten ideologisch bankrott seien, und dass sich die Sowjetunion von den marxistischen Fantasien verabschieden, sich aber nicht in das Gefängnis des großen Satan begeben solle. Er erklärte, dass das Problem der Sowjetunion ein langer und nutzloser Kampf gegen Gott, dem Ursprung der Schöpfung und der Existenz sei und legte ihm Werke von al-Fārābī, Avicenna, ibn Arabi und Suhrawardi ans Herz. Er verkündete, dass die Islamische Republik Iran als größte und mächtigste Basis der islamischen Welt der Sowjetunion helfen könne, das entstandene Vakuum mit islamischen Werten zu füllen.

## Beziehungen seit Ende des Kalten Krieges

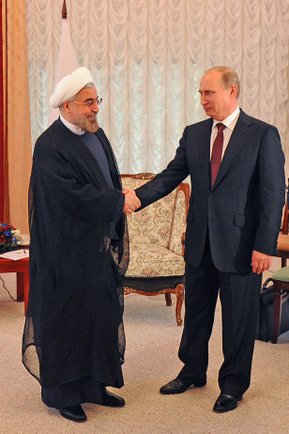
Putin und Rouhani 2013 in Bishkek

Nach Ende des Kalten Krieges traten Iran und Russland unter Boris Jelzin in eine Phase pragmatischer und strategischer Zusammenarbeit ein. Für Russland überwogen hierbei finanzielle und opportunistische Motive. Bei gegenseitigen Besuchen im Jahre 1989 wurde militärische Zusammenarbeit vereinbart, um den Einfluss der USA am persischen Golf zu begrenzen. Russland schätzte es, dass die iranische Seite die Wichtigkeit der territorialen Integrität Russlands betonte und zusagte, im Ersten Tschetschenienkrieg die tschetschenischen Separatisten nicht zu unterstützen. Im Jahre 1995 nahm Russland den Auftrag an, das unfertige und im Irak-Iran-Krieg beschädigte Kernkraftwerk Buschehr fertigzustellen, darüber hinaus wurde Zusammenarbeit bei Erdgas- und Erdölförderung vereinbart. Im Jahre 2001 besuchte Mohammad Khatami Moskau und versprach hier der russischen Führung, bei der Bekämpfung islamistischer Bewegungen in den früheren Sowjetrepubliken zu kooperieren, erneut wurde eine gegen den politischen Einfluss der USA gerichtete militärische Zusammenarbeit vereinbart. Russland und Iran kooperierten in der Folge bei der Unterstützung der Nordallianz gegen die Taliban in Afghanistan und bei der Beilegung des Bürgerkrieges in Tadschikistan.
Trotz der Zusammenarbeit haben die beiden Staaten reichlich Konfliktpotential. Russland, Iran und die anderen Anrainerstaaten des Kaspischen Meeres streiten sich um den Status des Gewässers und vor allem um die Rechte an den Rohstoffen, die darunter vermutet werden. Mehrmals kam es zu gefährlichen Konfrontationen zwischen russischen und iranischen Kriegsschiffen. Die russischen Bemühungen um die Lösung des Konfliktes um das iranische Atomprogramm schlugen fehl. Trotz aller Versprechungen zur Zusammenarbeit waren Russland die Beziehungen zum Westen wichtiger und es unterstützte die Verhängung und mehrmalige Verschärfung von Sanktionen wegen des Atomprogrammes, wenngleich es sie nur halbherzig umsetzte.
Im Jahre 2007 besuchte der russische Präsident Wladimir Putin die Islamische Republik Iran und sagte zu, Brennmaterial für das Atomkraftwerk Bushehr zu liefern. Außerdem wurde der Vertrag von 1921 aktualisiert und Putin versprach die Lieferung von S-300. Es entwickelte sich in den folgenden Monaten ein Verwirrspiel, in welchem die iranische Seite mehrmals die Beschaffung der S-300 verkündete und Russland dies verneinte. Der Verkauf der S-300 an Iran war für Russland insofern heikel, als dass Iran sich damit vor einem potentiellen israelischen Angriff schützen möchte; Israel und Russland pflegen zum großen Missfallen Irans jedoch gute Beziehungen. Die ersten Komponenten des S-300-Systems wurden erst 2016 geliefert. Die Fertigstellung des Kernkraftwerkes Buschehr verzögerte sich mehrmals um mehrere Jahre, worüber sich die iranische Führung verärgert zeigte.
Moskau gratulierte Mahmud Ahmadineschad unmittelbar nach seiner Wiederwahl im Jahre 2009, der monatelange Protesten folgten. Moskau bezeichnete die zweite Präsidentschaft Ahmadineschads als legitim, während sich die Proteste auch gegen Russland richteten. Eine Umfrage im selben Jahr zeigte, dass mehr als 90 % der Iraner eine schlechte Meinung über Russland haben. Russland ist an einer starken anti-amerikanischen Führung in Iran interessiert, wohingegen es auch keinen nuklear bewaffneten Staat Iran möchte. Es gibt innerhalb der politischen Führung Irans Kräfte, die für eine Allianz mit Russland sind, und Kräfte, die anstelle dessen eine Normalisierung mit den westlichen Staaten, vor allem den USA, anstreben. Dies zeigen nicht zuletzt negativen Reaktionen, als Iran im Sommer 2016 russischen Kampfjets einen iranischen Luftwaffenstützpunkt für ihren Einsatz in Syrien zur Verfügung stellte, und das Zurückziehen der generellen Erlaubnis.
Für den russischen Überfall auf die Ukraine will Iran Russland nach Angaben der USA vom 11. Juli 2022 hunderte Drohnen für den Angriffskrieg gegen die Ukraine liefern, darunter auch waffenfähige Drohnen.
Im Januar 2025 unterzeichneten die Präsidenten beider Länder (Wladimir Putin und Massud Peseschkian) ein auf 20 Jahre befristetes Partnerschaftsabkommen, das neben einer engeren Kooperation ihrer Geheim- und Sicherheitsbehörden auch einen verstärkten Rüstungshandel umfasst.